# ماتئو نگرینی
ماتئو نگرینی (انگلیسی: Matteo Negrini؛ زادهٔ ۲۱ دسامبر ۱۹۸۲) بازیکن فوتبال اهل ایتالیا است.
از باشگاه‌هایی که در آن بازی کرده‌است می‌توان به باشگاه فوتبال اسپال، باشگاه فوتبال آلساندریا، باشگاه فوتبال ارورا پرو پاتریا ۱۹۱۹، باشگاه فوتبال امپولی، و باشگاه فوتبال ترنانا اشاره کرد.